# Canton de Fréjus
Le canton de Fréjus est une circonscription électorale française située dans le département du Var et la région Provence-Alpes-Côte d'Azur.

## Géographie
Ce canton est organisé autour de Fréjus dans l'arrondissement de Draguignan.

## Histoire
Le canton a été réduit une première fois par décret du 2 août 1973 créant les cantons de Saint-Raphaël et du Muy.
À la suite du redécoupage cantonal de 2014, les limites territoriales du canton sont remaniées. Le nombre de communes du canton passe de 3 communes à une fraction de commune.

## Représentation

### Conseillers généraux de 1833 à 2015
| Période | Période                   | Identité                                | Étiquette       | Qualité |
| ------- | ------------------------- | --------------------------------------- | --------------- | --- |
| 1833    | 1861                      | Jean François de Badier (1787-1864)     |                 | Ancien officier d'état-major Employé supérieur des contributions indirectes Propriétaire, maire de Fréjus                                                     |
| 1861    | 1870                      | Jean Joseph Coulomb (1794-1873)         |                 | Président du Tribunal civil de Draguignan Maire de Draguignan Ancien conseiller général du Canton de Collobrières                                             |
| 1870    | 1870                      | Henri Esprit Paulin Reverdit (1813-?)   |                 | Avocat et avoué à Toulon |
| 1870    | 1871                      | Romain André (1839-?)                   |                 | Ancien notaire, Maire de Roquebrune-sur-Argens |
| 1871    | 1890 (démission)          | Andéol Louis Pascal (1820-1892)         | Républicain     | Fabricant de bouchons Propriétaire à Roquebrune-sur-Argens Elu également en 1871 dans le Canton de Besse-sur-Issole                                           |
| 1890    | 1910                      | Edouard Sénès (1847-?)                  | Républicain     | Propriétaire - Maire du Muy (1883-1887 et 1889-1894) |
| 1910    | 1922                      | Marius Coullet                          | Rad.            | Cafetier, maire de Fréjus (1911-1925), conseiller d'arrondissement                                                                                            |
| 1922    | 1925 (démission)          | Auguste Reynaud                         | SFIO puis PRS   | Avocat Député (1924-1936) |
| 1925    | 1941 (démission d'office) | Henry Sénès                             | SFIO            | Sériciculteur Maire du Muy (1912-1940 et 1944-1947) Sénateur (1935-1940) Président du conseil général du Var (1936-1940) Révoqué par le Gouvernement de Vichy |
|         |                           |                                         |                 | |
| 1943    | 1945                      | Eugène Joly                             |                 | Maire de Fréjus (1941-1944) Nommé conseiller départemental en 1943                                                                                            |
|         |                           |                                         |                 | |
| 1945    | 1949                      | Antoine Foucard (1903-1979)             | PCF             | Instituteur, Le Muy |
| 1949    | 1961                      | Henri Giraud                            | SFIO            | Agent d'assurances Maire de Fréjus (1945-1949) |
| 1961    | 1967                      | André Léotard                           | DVD             | Conseiller référendaire à la Cour des comptes Maire de Fréjus (1959-1971)                                                                                     |
| 1967    | 1973                      | Henri Giraud                            | DVG             | Médecin Maire de Saint-Raphaël (1971-1975) |
| 1973    | 1979                      | Jean Bertrand                           | PS              | Maire de Bagnols-en-Forêt |
| 1979    | 1988 (démission)          | François Léotard (fils d'André Léotard) | UDF-PR          | Administrateur civil Député (1978-1986 et 1988-1992) Maire de Fréjus (1977-1997) Ministre (1986-1988)                                                         |
| 1988    | 1992                      | Michel Hamaide                          | UDF             | Ancien officier Député (1986-1988) Elu en 1992 dans le Canton du Muy                                                                                          |
| 1992    | 1998                      | Gilbert Lecat                           | UDF             | Gérant de société Premier adjoint au maire de Fréjus, maire de 1992 à 1993 Vice-président du conseil général du Var                                           |
| 1998    | 2008 (démission)          | Élie Brun                               | UDF-DL puis UMP | Avocat Maire de Fréjus (1998-2014) Vice-président du conseil général du Var Sénateur (2008-2010)                                                              |
| 2008    | 2011                      | Maurice Accary                          | UMP             | Ancien général Ancien Premier adjoint au maire de Fréjus |
| 2011    | 2014 (démission)          | Élie Brun                               | UMP             | Maire de Fréjus (1998-2014) |
| 2014    | 2015                      | Françoise Cauwel                        | UMP             | Conseillère générale suppléanteArchitecte puis enseignante Adjointe au maire de Fréjus (2005-2014)                                                            |

### Conseillers d'arrondissement (de 1833 à 1940)
| Période                                  | Période | Identité                                                | Étiquette   | Qualité |
| ---------------------------------------- | ------- | ------------------------------------------------------- | ----------- | --- |
| 1833                                     | 1839    | Honoré-Antoine-Odon d'Audibert-Caille-Favas (1777-1859) |             | Juge de paix à Fréjus                                                                                       |
| 1839                                     | 1848    | Jean-Louis Bérenguier (1801-1875)                       |             | Négociant, propriétaire à Fréjus                                                                            |
| 1848                                     | 1859    | Adolphe-Joseph Pascal (1802-1859)                       |             | Vice-Président du Tribunal civil de Draguignan                                                              |
| 1859                                     | 1861    | Jean-Joseph Coulomb                                     |             | Président du Tribunal civil de Draguignan                                                                   |
| 1861                                     | 1870    | Henry-Esprit-Paulin Reverdit                            |             | Avoué à Toulon                                                                                              |
| 1870                                     | 1871    | Louis-François Etienne Cavalier (1812-1896)             |             | Propriétaire, maire du Muy                                                                                  |
| 1871                                     | 1874    | Edouard-Pierre-Michel Dedouvre                          |             | Propriétaire au Muy                                                                                         |
| 1874                                     | 1886    | Joseph-Elisée Sénéquier (1830-1896)                     | Républicain | Propriétaire à Puget-sur-Argens                                                                             |
| 1886                                     | 1892    | Guillaume Meynard                                       | Radical     | Propriétaire à Fréjus                                                                                       |
| 1892                                     | 1907    | Philippe-Martin Chaudel                                 |             | Entrepositaire de bière à Fréjus                                                                            |
| 1907                                     | 1910    | Marius Coullet                                          | Radical     | Cafetier à Fréjus                                                                                           |
| 1910                                     | 1913    | Antoine Ducret                                          |             | Négociant en bois à Saint-Raphaël                                                                           |
| 1913                                     | 1919    | Louis Robini                                            | RG          | Secrétaire de la société de secours mutuel Saint-Joseph au Muy                                              |
| 1919                                     | 1925    | Romain Saint-Pierre                                     |             | Propriétaire à Roquebrune-sur-Argens                                                                        |
| 1925                                     | 1929    | René Guillemain (1890-1962)                             | SFIO        | Notaire, conseiller municipal de Fréjus (1925-1930)                                                         |
| 1929                                     | 1937    | Hippolyte Fabre (1875-1957)                             | SFIO        | Agent d'assurances, maire de Fréjus (1925-1940, révoqué par le Gouvernement de Vichy)                       |
| 1937                                     | 1940    | Jean Charlot (1901-1976)                                | SFIO        | Mécanicien                                                                                                  |
| 1940                                     |         |                                                         |             | Les conseils d'arrondissement ont été suspendus par la loi du 12 octobre 1940 et n'ont jamais été réactivés |
| Les données manquantes sont à compléter. |         |                                                         |             | |

### Conseillers départementaux depuis 2015
| Période élective | Période élective | Mandat | Mandat   | Identité           | Nuance | Nuance | Qualité                                                                |
| ---------------- | ---------------- | ------ | -------- | ------------------ | ------ | ------ | ---------------------------------------------------------------------- |
| 2015             | 2021             | 2015   | 2021     | Julie Lechanteux   |        | RN     | Agent immobilier Adjointe au maire de Fréjus                           |
| 2015             | 2021             | 2015   | 2021     | Richard Sert       |        | DVD    | Ingénieur (en disponibilité) ancien Premier adjoint au maire de Fréjus |
| 2021             | 2028             | 2021   | en cours | Christophe Chiocca |        | RN     | 8ème adjoint au maire de Fréjus                                        |
| 2021             | 2028             | 2021   | en cours | Sonia Lauvard      |        | RN     | Juriste, 11ème adjointe au maire de Fréjus                             |

### Résultats détaillés

#### Élections de mars 2015
Lors des élections départementales de 2015, le binôme composé de Julie Lechanteux et Richard Sert (FN) est élu au premier tour avec 51,17 % des suffrages exprimés, devant le binôme composé de Jérémy Campofranco et Laurence Fradj (UMP) (18,32 %). Le taux de participation est de 52,2 % (14 194 votants sur 27 190 inscrits) contre 49,77 % au niveau départemental et 50,17 % au niveau national.
Julie Lechanteux et Richard Sert sont membres du RN.

#### Élections de juin 2021
Le premier tour des élections départementales de 2021 est marqué par un très faible taux de participation (33,26 % au niveau national). Dans le canton de Fréjus, ce taux de participation est de 31,82 % (9 163 votants sur 28 796 inscrits) contre 33,03 % au niveau départemental. À l'issue de ce premier tour, deux binômes sont en ballottage : Christophe Chiocca et Sonia Lauvard (RN, 54,55 %) et Yoann Gnerucci et Annie Soler (LR, 13,28 %).
Le second tour des élections est marqué une nouvelle fois par une abstention massive équivalente au premier tour. Les taux de participation sont de 34,36 % au niveau national, 36,4 % dans le département et 36,42 % dans le canton de Fréjus. Christophe Chiocca et Sonia Lauvard (RN) sont élus avec 60,43 % des suffrages exprimés (6 053 voix pour 10 495 votants et 28 816 inscrits),,. 

## Composition

### Composition avant 1973
Le canton comptait sept communes :
- Fréjus,
- Les Adrets-de-l'Estérel,
- Bagnols-en-Forêt,
- Le Muy,
- Le Puget-sur-Argens,
- Roquebrune-sur-Argens,
- Saint-Raphaël.

### Composition de 1973 à 2015

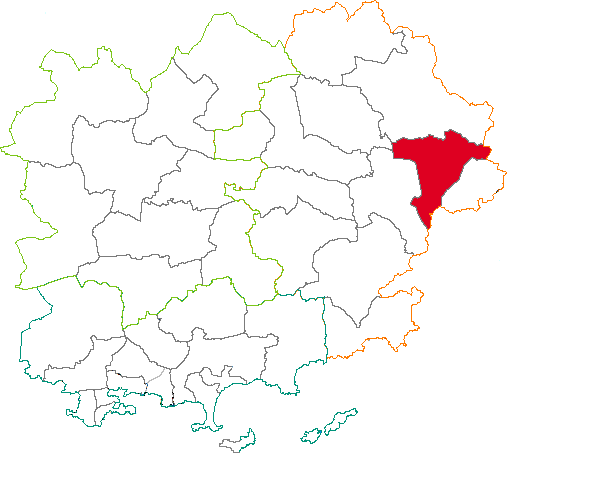
Situation du canton de Fréjus dans le département du Var de 1973 à 2015.

Le canton de Fréjus regroupait 3 communes entières.
| Nom                     | Code Insee | Codepostal  | Superficie (km2) | Population (dernière pop. légale) | Densité (hab./km2) |
| ----------------------- | ---------- | ----------- | ---------------- | --------------------------------- | ------------------ |
| Fréjus (chef-lieu)      | 83061      | 83370 83600 | 102,27           | 52 532 (2012)                     | 514                |
| Les Adrets-de-l'Estérel | 83001      | 83600       | 22,26            | 2 788 (2012)                      | 125                |
| Bagnols-en-Forêt        | 83008      | 83600       | 42,90            | 2 565 (2012)                      | 60                 |

### Composition depuis 2015
Le nouveau canton de Fréjus comprend la partie de la commune de Fréjus située au sud d'une ligne définie par l'axe des voies et limites suivantes : depuis la limite territoriale de la commune de Puget-sur-Argens, limite du lieudit Cure-Béasse (exclu), route départementale 4, rue des Combattants-d'Afrique-du-Nord, ligne droite perpendiculaire à l'intersection de l'autoroute A 8, cours du Gonfaron, cours du Reyan, ligne perpendiculaire au cours du Reyan jusqu'au rond-point à l'angle de l'avenue Pierre-Nieto et de la route départementale 37, route départementale 37, demi-échangeur de Fréjus-Est, cours du Reyan, cours du Gargalon, route départementale 637, route de Cannes (route départementale 7), avenue René-Couzinet, allée des Yuccas, ligne droite jusqu'à l'angle de l'allée des Cystes, ligne droite jusqu'à la route départementale 37, route départementale 37, avenue de l'Europe, avenue du Général-Callies, rond-point de Triberg-Claus-Blum, avenue du Général-Callies, rond-point de la Pagode, avenue du Général-Henri-Giraud, rue de la Montagne, rond-point du Docteur-Donnadieu, rue du Docteur-Donnadieu, rond-point, rue Jean-Giono, jusqu'à la limite territoriale de la commune de Saint-Raphaël.
| Nom                            | Code Insee | Intercommunalité                     | Superficie (km2) | Population (dernière pop. légale)                | Densité (hab./km2) | Modifier                                    |
| ------------------------------ | ---------- | ------------------------------------ | ---------------- | ------------------------------------------------ | ------------------ | ------------------------------------------- |
| Fréjus (bureau centralisateur) | 83061      | CA Estérel Côte d'Azur Agglomération | 102,27           | Fraction : 46 074 (2022) Commune : 58 499 (2022) | 572                | modifier les données · modifier les données |
| Canton de Fréjus               | 8305       |                                      |                  | 46 074 (2022)                                    |                    | modifier les données                        |

## Démographie

### Démographie avant 2015
| 1962   | 1968   | 1975   | 1982   | 1990   | 1999   | 2006   | 2011   | 2012   |
| ------ | ------ | ------ | ------ | ------ | ------ | ------ | ------ | ------ |
| 17 833 | 24 552 | 29 957 | 33 235 | 44 234 | 50 536 | 56 333 | 57 488 | 57 885 |

### Démographie depuis 2015
En 2022, le canton comptait 46 074 habitants, en évolution de +8,71 % par rapport à 2016 (Var : +4,98 %, France hors Mayotte : +2,11 %).
| 2013   | 2018   | 2022   |
| ------ | ------ | ------ |
| 42 264 | 42 253 | 46 074 |